# Demetri I de Bactriana

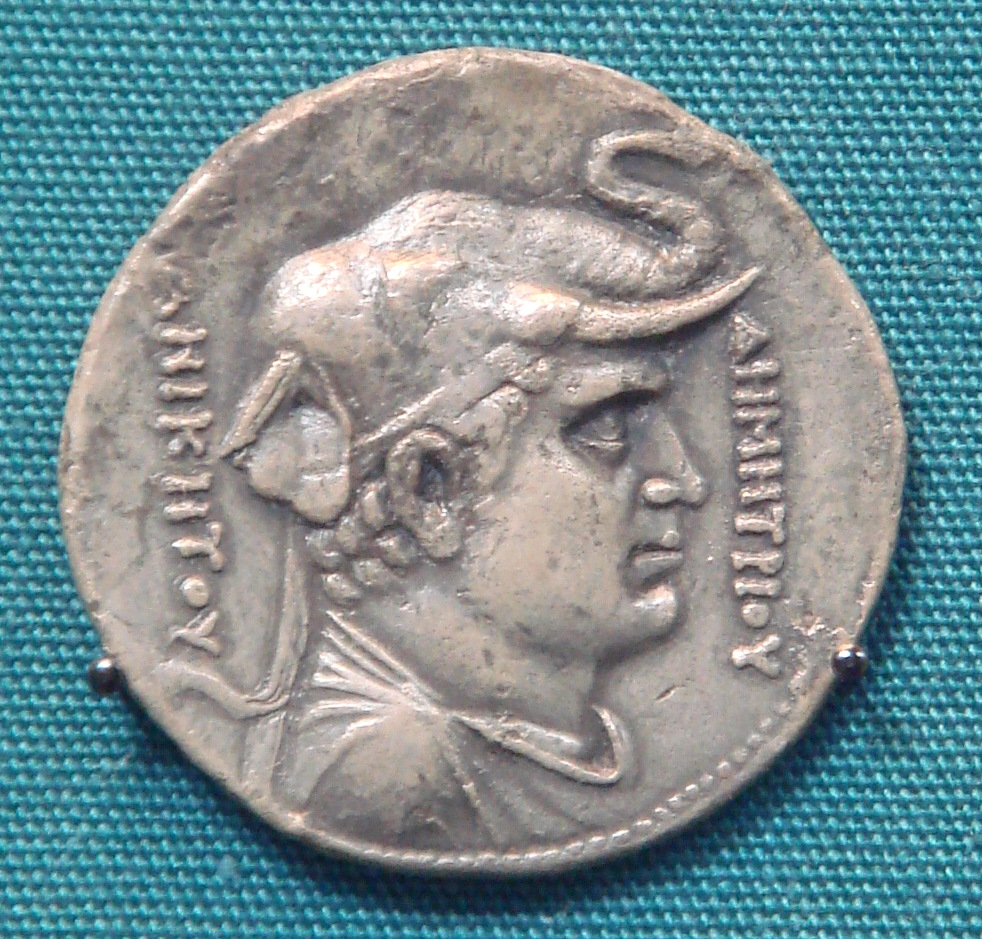
Demetrius, qualificat com "ANIKETOS", "Invencible", Museu Britànic

Demetri I de Bactriana o Demetri Anicet (Demetrius Aniketos l'Invencible, Δη?ητριος, persa; دیمتریوس بلخی) (vers 222 aC-170 aC) fou rei de Bactriana, fill d'Eutidem I. Polibi esmenta que quan Antíoc III el Gran va envair el regne grec de Bactriana, Eutidem, que manave 10.000 homes fou derrotat en la batalla del Arius, i es va haver de retirar; va resistir durant tres anys el setge de Bactra i es diu que va enviar el seu fill Demetri, llavors encara molt jove, per negociar amb el rei sirià, i diu que mercès a la seva gestió i a la bona impressió que li va causar, el pare fou confirmat en la sobirania a canvi de reconèixer a Antíoc, i al mateix príncep (neaniskos νεανίσκος = jove príncep) se li va prometre la mà d'una filla d'Antíoc III (vers 206 aC).
Va succeir al seu pare després del 200 aC i va regnar no menys de 10 anys. Amb les mans lliures es va estendre cap a l'Índia probablement vers el 180 aC, després de la desaparició del regne dels Maurya que havia estat eliminat per la dinastia Sunga i se suposa que hauria arribat fins a Pataliputra (moderna Patna) encara que això no és gaire probable. L'expansió es va completar en uns cinc anys i va portar a l'establiment del Regne Indogrec. Demetri va cedir la corona de Bactriana al seu fill Eutidem II (després del 180 aC) i ell mateix va restar a l'Índia. Hauria refundat Taxila i també Sagala que sembla que va rebatejar com Eutidèmia. El va succeir a l'Índia el seu fill Agàtocles Dikaios que fou el que li va donar l'epítet d'Invencible.

## Campanya de l'Índia
Demetri va iniciar la invasió del nord-oest de l'Índia vers 180 aC, just després de la destrucció de la dinastia maurya pel general Pusyamitra Sunga, que va fundar una nova dinastia (dinastia Sunga 185-78 aC). Els mauryes tenien aliances diplomàtiques amb els grecs i eren segurament considerats aliats pels grecobactrians Els grecobactrians podrien haver envaït també l'Índia per protegir a les poblacions gregues al subcontinent.
Demetri va començar per recuperar la província d'Aracòsia, al sud de l'Hindu Kush, on ja vivien molts grecs però on governaren els mauryes des de l'alliberament del territori per Chandragupta Maurya de mans de Seleuc I Nicator. A les seves "Estacions partes", Isidor de Carax esmenta una colònia anomenada Demetries (Demetries d'Aracòsia, Claudi Ptolemeu l'esmenta com Demetriàpolis), que hauria format el mateix Demetri. Una dedicatòria en una pedra descoberta a Kulyab a uns 100 km al nord-est d'Ai-Khanoum, coneguda com a inscripció d'Heliòdot, s'esmenten les victòries del príncep Demetri durant el regnat del seu pare.

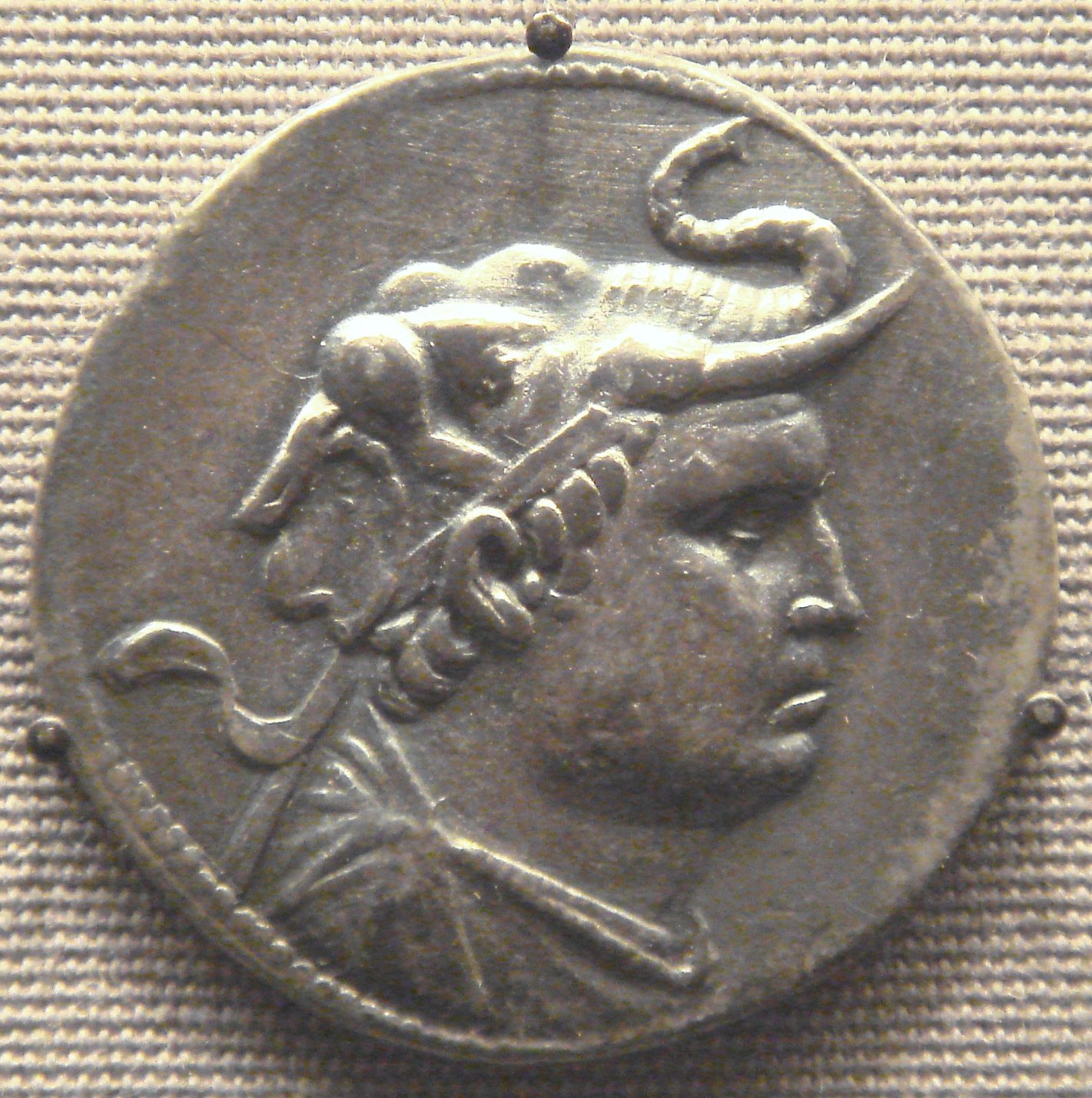
Moneda de Demetri I

La camapanya grega hauria arribat fins a la capital sunga a l'est de l'Índia, a Pataliputra, la moderna Patna). Es considera generalment que Demetri va governar des de Taxila on moltes monedes d'ell foren trobades al jaciment arqueològic de Sirkap). Els registres indis descriuen els atacs grecs a Saketa, Panchala, Mathura i Pataliputra (Gargi-Samhita, capítol Yuga Purana). No obstant aquestes campanyes corresponen més probablement a un rei posterior, Menandre I, i Demetri probablement només va ocupar àrees al Pakistan. Altres reis haurien expandit també els territoris. Vers el 175 aC els indogrecs governaven parts del nord-oest de l'Índia i la dinastia Sunga romania al Ganges, Índia central i oriental.
La inscripció d'Hathigumpha escrita pel rei Kharavela de Kalinga s'ha interpretat com que descriu la presència del rei Demetri i el seu exèrcit a l'Índia oriental fins a la ciutat de Rajgir (aleshores Rajagriha) a uns 70 km al sud-est de Pataliputra i una de les principals ciutats budistes sagrades, però diu que Demetri es va retirar a Mathura al saber els èxits militars de Kharavela més al sud:
"Llavors, en el vuitè any, Kharavela amb un gran exèrcit havia saquejat Goradhagiri i va pressionar a la zona de Rajagaha (Rajagriha). A causa de saber això i d'aquest acte de valor, el rei yavana (grec) Dimi[ta] es va retirar a Mathura amb el seu exèrcit desmoralitzat." Epigraphia Indica, Vol. XX.

## Final

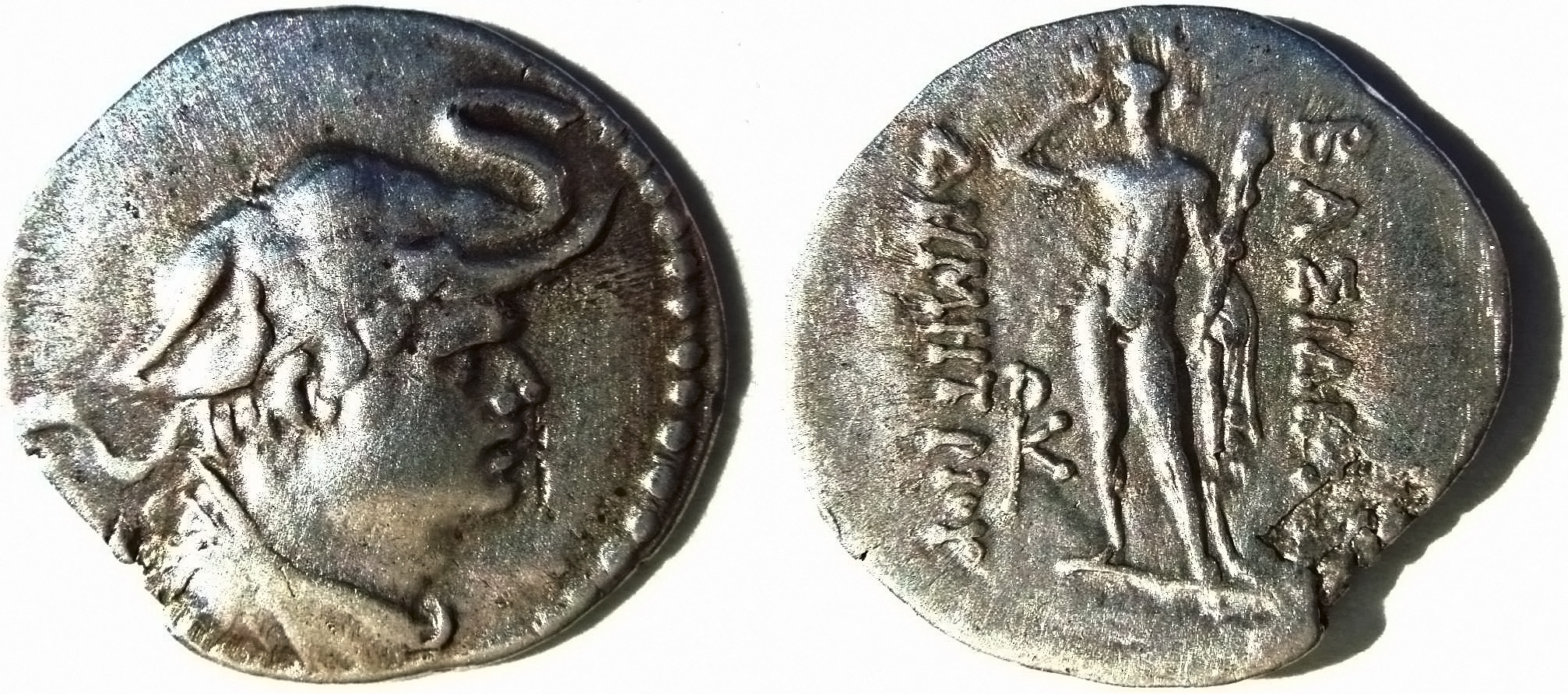
Moneda de Demetri I

Demetri I va morir per causes desconegudes en una data incerta que alguns situen el 180 aC i altres el 170 aC. Els reis Pantaleó, Antímac I, Agàtocles i possiblement Eutidem II van governar després de Demetri I; les diverses teories inclouen a tots com a parents de Demetri o només a Antímac. El regne de Bactriana va caure en mans d'un nou i capacitat governant Eucràtides I.

## Demetri i el budisme
El budisme va florir sota els reis indogrecs i W.W. Tarn pensa que la invasió de l'Índia no tenia per objecte només donar suport als mauryes, sinó també als budistes. Els relats budistes així ho deixen entendre però historiadors modern com Romila Thapar pensen que els budistes exageraven i atribueix la invasió purament a motius econòmics

### Monedes
Hi ha quatre tipus de monedes. Un de bilingüe en grec i kharosthi però s'associa generalment a Demetri II. Un altre tipus el forma una sèrie amb el rei amb la diadema seria de les primeres emissions de demetri I. Un altre tipus són les monedes de "l'elefant" que mostre a Demetri amb la corona d'elefant un símbol conegut a l'Índia que recorda a Ganesha; i un altre tipus també té com a motiu un elefant, i representa al rei i un elefant que seria un símbol budista i representaria la victòria del budisme; al revers i ha un caduceu, símbol de reconciliació entre dos serps que lluiten, que representaria la pau entre grecs i sungues i, per tant, entre budistes i hinduistes. L'elefant ha estat descrit també com a símbol de la ciutat de Taxila i fins i tot de l'Índia. Indiscutibles signes budistes s'han trobat a posteriors monedes indogregues, però queden pocs dubtes que Demetri era personalment budista.